# Foucaultsches Pendel

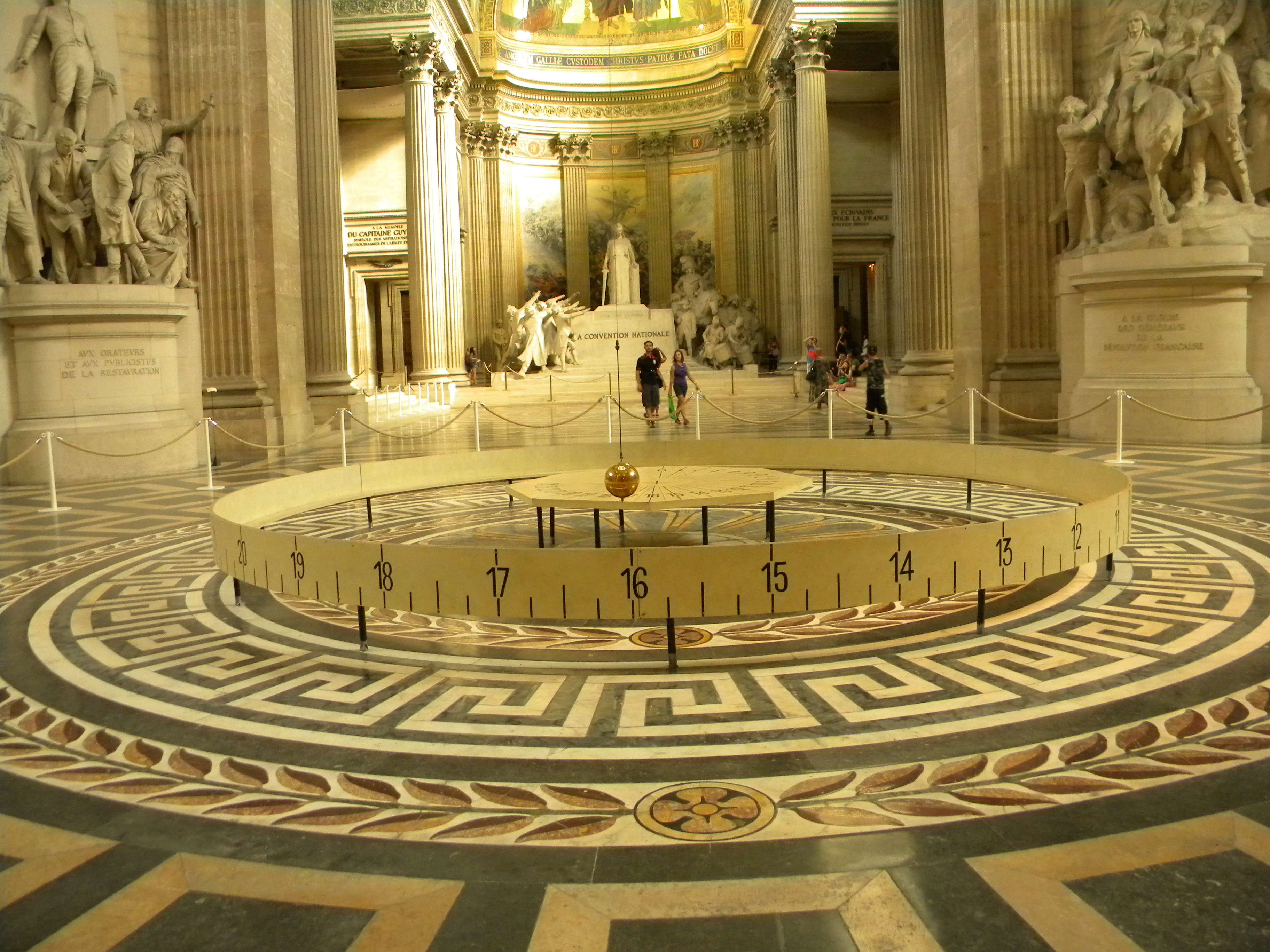
Das Foucaultsche Pendel im Pariser Panthéon

Foucaultsches Pendel am Nordpol der sich drehenden Erde

Ein Foucaultsches Pendel ist ein räumliches Pendel mit großer Pendellänge und -masse, mit dessen Hilfe ohne astronomische Beobachtungen am Himmel die Erdrotation nachgewiesen werden kann.

## Versuche und Beschreibung
Am 3. Januar 1851 führte der französische Physiker Léon Foucault im Keller seines Hauses einen Versuch durch, bei dem er ein zwei Meter langes Pendel dicht über dem Boden schwingen ließ und seine Bahn genau markierte. Er beobachtete, dass sich die Schwingungsebene des Pendels langsam drehte. Die Schwerkraft, die nur senkrecht wirkt, konnte diese Drehung nicht verursachen, und keine weitere äußere Kraft wirkte auf das Pendel ein. Also war es nicht das Pendel, sondern der Boden (die Erde), der seine Ausrichtung änderte. Genau genommen beschreibt das Pendel gegenüber dem Boden eine Rosettenbahn mit extrem schmalen Blättern (siehe nebenstehende Abbildung), wodurch es als ein ebenes Pendel erscheint, dessen Schwingungsebene sich langsam dreht.
Am 3. Februar 1851 führte Foucault den Versuch in der Pariser Sternwarte mit einem 12 Meter langen Pendel durch. Am 26. März 1851 führte er ihn im Panthéon mit einem 67 Meter langen Pendel und einem 28 Kilogramm schweren Pendelkörper der Öffentlichkeit vor. Am unteren Ende des Pendelkörpers befand sich eine Spitze, die mit jeder Schwingung eine Spur in einem Sandbett auf dem Fußboden markierte. Dies war ein laientauglicher und aufsehenerregender Nachweis der Erdrotation. Der italienische Physiker Vincenzo Viviani hatte ansatzweise ähnliche Beobachtungen bereits um 1661 gemacht, konnte sie aber noch nicht mit der Erdrotation in Verbindung bringen.
Die Experimente wurden von Caspar Garthe im Kölner Dom und Friedrich Magnus Schwerd im Dom zu Speyer wiederholt, allerdings mit quantitativ nicht zufriedenstellenden Ergebnissen. Heike Kamerlingh Onnes führte im Rahmen seiner Dissertation von 1879 genauere Messungen durch und wies auf die Fehlerquellen hin, die in Köln und Speyer gestört hatten. Foucaultsche Pendel werden heute in verschiedenen naturwissenschaftlichen Museen gezeigt. Die Eisenkugel des Originalpendels wurde bis 1946 im Conservatoire National des Arts et Métiers aufbewahrt und dann dem Panthéon zurückgegeben.
Die Aufhängung des Pendels kann elastisch, kardanisch oder steif erfolgen. Sie darf im Mittel über eine Schwingung kein Drehmoment auf das Pendel übertragen, um den Effekt nicht zu verdecken.

## Erklärung
Die physikalische Erklärung lautet, dass die wesentliche Auswirkung der Rotation der Erde darin besteht, dass sich die Erde unter der Schwingungsebene des Pendels wegdreht, während die Schwingungsebene selbst unverändert bleibt. Am Nord- oder Südpol ist dies am leichtesten einzusehen, weil der Aufhängepunkt des Pendels dort trotz der Erddrehung in Ruhe bleibt. Daher würde die Erde sich in einem Sterntag der Dauer {\displaystyle t_{\mathrm {siderisch} }=23h56'} mit der Winkelgeschwindigkeit
{\displaystyle \Omega ={\frac {2\pi }{t_{\mathrm {siderisch} }}}}
genau einmal voll unter dem Pendel hinwegdrehen. (Die vier Minuten Differenz zum genau 24-stündigen Sonnentag resultieren daraus, dass die Sonne am Sternenhimmel weiterwandert.) Die am Pendel beobachtete Drehung erfolgt entgegen dem Sinn der Erdrotation, wenn man am Nordpol steht also rechtsherum (d. h. im Uhrzeigersinn), am Südpol linksherum. An anderen Orten zum Äquator hin dreht sich die Schwingungsebene des Pendels gegenüber dem Erdboden langsamer als an den Polen, und genau am Äquator überhaupt nicht, weil nur die zum Erdboden senkrechte Komponente der Winkelgeschwindigkeit der Erddrehung zum Tragen kommt:
{\displaystyle \omega _{\text{Foucaultpendel}}=\Omega \,\sin \varphi },
wobei {\displaystyle \varphi } die geographische Breite des Aufhängepunktes ist. 
In Deutschland dauert eine volle Umdrehung zwischen 29,3 Stunden (in Flensburg) und 32,2 Stunden (in München). Am Äquator ist {\displaystyle \sin \varphi =0}.
Will man dasselbe Phänomen aus der Sicht eines Beobachters beschreiben, der die Erde als ruhend betrachtet, muss man die Drehung der Pendelebene einer Trägheitskraft zuschreiben. Dies ist die Corioliskraft, die durch die Erdrotation entsteht. Sie wirkt bei allen Bewegungen in Bezug auf das erdfeste Bezugssystem zusätzlich zur Schwerkraft quer zur Bewegungsrichtung und lenkt den Pendelkörper auf der Nordhalbkugel nach rechts und auf der Südhalbkugel nach links ab. Infolgedessen dreht sich im  erdfesten Bezugssystem die Schwingungsebene um die Senkrechte durch den Aufhängepunkt.

## Herleitung der Drehbewegung der Pendelebene

Für die Berechnung verwendetes Koordinatensystem

Bahnkurve eines Foucault’schen Pendels bei 1000-fach schnellerer Erdrotation

Man betrachte ein mathematisches Pendel an einem Ort auf der Nordhalbkugel mit der geographischen Breite {\displaystyle \varphi }. Ein erdfestes Koordinatensystem {\displaystyle x,\,y,\,z} ist so ausgerichtet, dass am Fußpunkt des Pendels {\displaystyle {\hat {e}}_{x}} in Richtung Osten, {\displaystyle {\hat {e}}_{y}} in Richtung Norden und {\displaystyle {\hat {e}}_{z}} zum Zenit zeigt. Die Länge {\displaystyle l} dieses Pendels soll viel größer als seine Amplitude {\displaystyle A} sein, sodass in guter Näherung für den Pendelkörper {\displaystyle z=0} gilt. Damit bleibt der Pendelkörper in der x-y-Ebene und erfährt (durch die Erdbeschleunigung {\displaystyle g}) in harmonischer Näherung die rücktreibende Kraft
{\displaystyle {\vec {F}}_{r}=-m\,{\frac {g}{l}}{\begin{pmatrix}x\\y\\0\end{pmatrix}}}.
Würde die x-y-Ebene ein Inertialsystem darstellen, dann würde das Pendel darin mit einer Frequenz von {\displaystyle \textstyle \omega _{0}={\sqrt {g/l}}} ebene harmonische Schwingungen ausführen (siehe den betreffenden Abschnitt in Sphärisches Pendel).
Je nach Anfangsbedingung wäre dies eine lineare Schwingung durch den Fußpunkt oder eine Ellipse oder ein Kreis um den Fußpunkt herum, wobei die Bahnkurve sich auf der x-y-Ebene nicht verändert.
Das erdfeste xyz-Koordinatensystem ist aber kein Inertialsystem; die Erde rotiert mit der Winkelgeschwindigkeit {\displaystyle {\vec {\Omega }}}. (Die Effekte aufgrund der Anziehung durch Mond und Sonne können völlig vernachlässigt werden.) Die Drehachse geht durch die Pole ({\displaystyle \varphi =+90^{\circ }} an beiden Polen), der Betrag der Winkelgeschwindigkeit ist
{\displaystyle \Omega =360^{\circ }/t_{\mathrm {siderisch} }=2\pi /{(86164\,\mathrm {s} )\approx 7{,}3\cdot 10^{-5}\,\mathrm {s} ^{-1}}}.
Um die Bewegung im mitrotierenden xyz-Bezugssystem zu berechnen, muss man daher zu der linearen Rückstellkraft noch die Zentrifugalkraft
{\displaystyle {\vec {F}}_{\text{Zf}}=-m\,{\vec {\Omega }}\times ({\vec {\Omega }}\times {\vec {R}})}
und die Corioliskraft
{\displaystyle {\vec {F}}_{\text{Cor}}=-2m\,{\vec {\Omega }}\times {\vec {v}}}
addieren. ({\displaystyle {\vec {R}}} ist der Ortsvektor des Punktes (x, y, z), wenn der Ursprung im Erdmittelpunkt liegt, {\displaystyle {\vec {v}}} ist seine Geschwindigkeit im erdfesten xyz-Bezugssystem).
Als einzige praktisch beobachtbare Änderung resultiert daraus, dass die ganze Bahnkurve sich mit der Winkelgeschwindigkeit {\displaystyle -\Omega \sin(\varphi )} in der Schwingungsebene um die vertikale z-Achse dreht. In einem Bezugssystem, das sich mit derselben Winkelgeschwindigkeit gegenüber dem erdfesten System dreht, behält das Pendel die Orientierung seiner Bahnkurve bei, d. h., es verhält sich wie in einem Inertialsystem. Das ist für ein Pendel, dessen Ruhelage der Nordpol ist, am leichtesten einzusehen. Dort dreht sich die Erde einfach (gegen den Uhrzeigersinn) unter dem Pendel weg, was ohne Einfluss auf die Pendelbewegung bleibt. (Am Südpol gilt das gleiche, hier allerdings mit Drehung im Uhrzeigersinn, denn man muss aufgrund der Nutzung der geographischen Breite als Variable für {\displaystyle \varphi } auf der Südhalbkugel in allen Formeln {\displaystyle -\varphi } einsetzen.)
Um das verständlich zu machen, beachtet man, dass Winkelgeschwindigkeit ein Vektor ist und daher in Komponenten zerlegt werden kann (siehe Abbildung):
{\displaystyle {\vec {\Omega }}=\Omega _{z}\,{\hat {e}}_{z}+\Omega _{y}\,{\hat {e}}_{y}={\begin{pmatrix}0\\\Omega _{y}\\\Omega _{z}\end{pmatrix}}}
mit
{\displaystyle \Omega _{z}=\Omega \sin(\varphi )}
und
{\displaystyle \Omega _{y}=\Omega \cos(\varphi )}.
Für die Corioliskraft, die linear in {\displaystyle {\vec {\Omega }}} ist, kann man die Wirkungen beider Komponenten getrennt betrachten. Die Corioliskraft aufgrund von {\displaystyle \Omega _{z}} wirkt senkrecht zur z-Achse, also senkrecht zur Schwingungsebene. Sie verursacht gerade die beobachtete Drehung der Orientierung der Bahnkurve. Die Corioliskraft aufgrund von {\displaystyle \Omega _{y}} hat nur vernachlässigbare Wirkung, denn sie steht vertikal zur x-y-Ebene, an die der Körper gebunden ist, und ist überdies von der Größenordnung her mindestens um einen Faktor {\displaystyle \textstyle \Omega /\omega _{0}\cdot A/l\approx 10^{-6}} kleiner als die ebenfalls vertikale Schwerkraft. (Die Größenordnung ergibt sich aus der maximalen Geschwindigkeit {\displaystyle v_{\mathrm {max} }=A\omega _{0}} für die Verhältnisse bei existierenden Foucaultpendeln.)
Die Zentrifugalkraft hingegen hängt quadratisch von {\displaystyle {\vec {\Omega }}} ab. Die statische Wirkung der Zentrifugalkraft führt zu einer Abweichung der Erde von der Kugelform (Erdabplattung 21 km) und zu einer Änderung von Richtung und Stärke der durch die Gravitation bedingten Beschleunigung; diese Einflüsse sind in Gestalt der Messwerte für die Parameter {\displaystyle g} schon weitgehend berücksichtigt. Ein weiterer Einfluss auf die Schwingungsdauer und auf die Bahnkurve des Pendels ist vernachlässigbar, denn wegen der quadratischen Abhängigkeit ist die Zentrifugalkraft im Vergleich zur rücktreibenden Kraft mindestens um den Faktor {\displaystyle \textstyle \Omega ^{2}/\omega _{0}^{2}\approx 10^{-8}} schwächer. Nachdem dieses im 19. Jahrhundert einmal durch genaue Berechnung bestätigt wurde, wird die Zentrifugalkraft und andere Terme der Größenordnung {\displaystyle \Omega ^{2}/\omega _{0}^{2}} in diesem Zusammenhang durchweg vernachlässigt.

### Berechnung der Bahngleichungen
Mit der oben begründeten Vernachlässigung der Zentrifugalkraft und der durch {\displaystyle \Omega _{y}=\Omega \cos(\varphi )} verursachten Komponente der Corioliskraft lautet die Bewegungsgleichung der Pendelmasse in der x-y-Ebene:
{\displaystyle {\begin{pmatrix}{\ddot {x}}\\{\ddot {y}}\end{pmatrix}}=2\Omega _{z}{\begin{pmatrix}{\dot {y}}\\-{\dot {x}}\end{pmatrix}}-\omega _{0}^{2}{\begin{pmatrix}x\\y\end{pmatrix}}}
Das sind zwei gekoppelte gewöhnliche Differentialgleichungen zweiter Ordnung. Sie werden zwecks einfacher Lösung zu einer einzigen Differentialgleichung der komplexen Variable
{\displaystyle u(t)=x(t)+\mathrm {i} \,y(t)}
zusammengefasst:
{\displaystyle {\ddot {u}}=-2\mathrm {i} \Omega _{z}{\dot {u}}-\omega _{0}^{2}u}
Dies hat die Form einer harmonischen Schwingungsgleichung mit imaginärem Dämpfungsglied und lässt sich mit den von dort bekannten Methoden direkt lösen. Hier ist es jedoch instruktiv, aufgrund der oben dargestellten Überlegungen die Bewegung in einem Koordinatensystem auszudrücken, das sich gegenüber dem xy-System mit der Winkelgeschwindigkeit {\displaystyle -\Omega _{z}} dreht. Das geschieht durch eine Variablentransformation
{\displaystyle u(t)=\mathrm {e} ^{-\mathrm {i} \Omega _{z}t}U(t)},
denn Real- und Imaginärteil von {\displaystyle U(t)=X(t)+\mathrm {i} \,Y(t)} bilden ein XY-Koordinatensystem, das gegenüber dem xy-Koordinatensystem mit der Winkelgeschwindigkeit {\displaystyle -\Omega _{z}} in der Schwingungsebene rotiert. Einsetzen ergibt für {\displaystyle U(t)} tatsächlich die einfachere Differentialgleichung
{\displaystyle {\ddot {U}}=-(\omega _{0}^{2}+\Omega _{z}^{2})U}.
Das ist die Gleichung für eine stationäre ungedämpfte harmonische Schwingung, allerdings mit der Frequenz
{\displaystyle \omega '=\omega _{0}{\sqrt {1+{\frac {\Omega _{z}^{2}}{\omega _{0}^{2}}}}}\approx \omega _{0}}.
Demnach beschreiben die Koordinaten {\displaystyle X(t),\,Y(t)} die Bewegung, die ein sphärisches Pendel im Inertialsystem ausführen würde (siehe Harmonischer Oszillator#Zweidimensionaler Oszillator). Der Term der Größenordnung {\displaystyle \Omega _{z}^{2}/\omega _{0}^{2}} wird bei der Behandlung der Corioliskraft ebenso wie bei der Behandlung der Zentrifugalkraft konsistent vernachlässigt. Tatsächlich heben sich beide Beiträge näherungsweise weg, da sie mit umgekehrten Vorzeichen eingehen. Der ungestörten Schwingung des Pendels mit der ungestörten Frequenz {\displaystyle \omega _{0}} wird in komplexer Schreibweise also eine zusätzliche Funktion {\displaystyle e^{\pm \mathrm {i} \Omega _{z}t}} aufmoduliert, was eine gleichförmige Drehung um die z-Achse bedeutet.
Für einen anderen kurzen Lösungsweg in Polarkoordinaten siehe z. B. Noble.
In der Praxis wird die Anfangsbedingung im erdfesten xy-System häufig so festgelegt, dass das Pendel mit Anfangsgeschwindigkeit null an einer Startposition {\displaystyle x_{0},y_{0}} losgelassen wird. Dann lauten die Lösungen für die Bewegung, wieder ausgedrückt in den erdfesten x-y-Koordinaten:
{\displaystyle {\begin{aligned}x(t)&=x_{0}\cos(\omega _{0}t)\cos(\Omega _{z}t)+x_{0}{\frac {\Omega _{z}}{\omega _{0}}}\sin(\omega _{0}t)\sin(\Omega _{z}t)+y_{0}\cos(\omega _{0}t)\sin(\Omega _{z}t)-y_{0}{\frac {\Omega _{z}}{\omega _{0}}}\sin(\omega _{0}t)\cos(\Omega _{z}t)\\y(t)&=-x_{0}\cos(\omega _{0}t)\sin(\Omega _{z}t)+x_{0}{\frac {\Omega _{z}}{\omega _{0}}}\sin(\omega _{0}t)\cos(\Omega _{z}t)+y_{0}\cos(\omega _{0}t)\cos(\Omega _{z}t)+y_{0}{\frac {\Omega _{z}}{\omega _{0}}}\sin(\omega _{0}t)\sin(\Omega _{z}t)\end{aligned}}}
Die Bahnkurve erfüllt statt der oben angegebenen Bewegungsgleichung eine ähnliche, in welcher der Koeffizient des Ausschlags {\displaystyle -\omega _{0}^{2}} durch {\displaystyle -(\omega _{0}^{2}-\Omega _{z}^{2})} ersetzt ist. Da sich diese Koeffizienten nur um die Größenordnung {\displaystyle 10^{-8}} unterscheiden, spielt die Diskrepanz für zu messende Größenwerte keine Rolle.
Genau dieselbe Bahnkurve ergibt sich, wenn man ein gegenüber dem erdfesten {\displaystyle xyz}-System (siehe Graphik oben) mit der Winkelgeschwindigkeit {\displaystyle -\Omega \sin \Phi } um dessen {\displaystyle z}-Achse rotierendes Koordinatensystem näherungshalber wie ein Inertialsystem nutzt. Darin gilt die einfache trägheitskraftfreie Schwingungsdifferenzialgleichung eines harmonischen Oszillators. Dessen Lösungs-Bahnkurven sind Ellipsen mit den Grenzfällen Kreis oder Gerade. Die Erdrotation macht sich in dem System nicht bemerkbar. Drehtransformiert in das erdfeste {\displaystyle xyz}-System verwandelt sich die Lösungskurve in die oben angegebene Bahnkurve des Foucaultschen Pendels. Das rotierende Bezugssystem ist kein Inertialsystem. Es ist nicht sternenfest, genügt aber für die Berechnung des Foucaultschen Pendels als Näherung für ein Inertialsystem.
Um diese Bewegung des Pendelkörpers darzustellen, bietet sich die Schreibweise in ebenen Polarkoordinaten an. Es gilt dann für den Abstand {\displaystyle \rho } von der Ruhelage
{\displaystyle \rho ^{2}(t)=x^{2}(t)+y^{2}(t)=\rho _{0}^{2}\left(\cos ^{2}(\omega _{0}t)+{\frac {\Omega _{z}^{2}}{\omega _{0}^{2}}}\sin ^{2}(\omega _{0}t)\right)}.
Darin werden zwei Eigenschaften deutlich: Für {\displaystyle \Omega _{z}=0} ergibt sich die ursprüngliche harmonische Schwingung im Inertialsystem. Das trifft am Äquator zu. Zweitens zeigt sich, dass das von einem Anfangspunkt im Abstand {\displaystyle \rho _{0}} losgelassene Foucaultsche Pendel eine Rosettenbahn durchführt. Die Bahn führt nicht exakt durch den Ursprung, nähert sich ihm aber bis auf den Bruchteil {\displaystyle {\tfrac {\rho _{\text{min}}}{\rho _{0}}}={\tfrac {\Omega _{z}}{\omega _{0}}}} an. Dass in diesem Fall das Pendel nicht genau durch die Ruhelage geht, führt aufgrund der Anharmonizität des sphärischen Pendels zu einer Verfälschung der Rotation der Schwingungsebene um einen Bruchteil {\displaystyle {\tfrac {\Delta \Omega }{\Omega _{z}}}=-{\tfrac {3}{8}}{\tfrac {\rho _{0}^{2}}{l^{2}}}}, weshalb zu große Schwingungsweiten vermieden werden müssen.

Sechs identische Foucaultsche Pendel während 6 Stunden

Die Drehung der Apsidenlinie der Bahn pro Schwingung kann durch
{\displaystyle \Delta \phi =\arctan \left({\frac {y\left({\tfrac {2\pi }{\omega _{0}}}\right)}{x\left({\tfrac {2\pi }{\omega _{0}}}\right)}}\right)-\arctan \left({\frac {y_{0}}{x_{0}}}\right)=-2\pi {\frac {\Omega _{z}}{\omega _{0}}}}
berechnet werden. In der nördlichen Hemisphäre dreht sich das Foucaultsche Pendel (eigentlich seine näherungsweise Schwingungsebene; von oberhalb betrachtet) somit im Uhrzeigersinn, in der südlichen Hemisphäre entgegen dem Uhrzeigersinn (vgl. Animation rechts). Eine vollständige Drehung des Foucaultschen Pendels braucht die Zeit
{\displaystyle T={\frac {2\pi }{\Omega \,\sin \varphi }}}
oder
{\displaystyle T={\frac {t_{\text{siderischer Tag}}}{\sin \varphi }}}.
In Deutschland dreht sich die Schwingungsebene pro Stunde um etwa {\displaystyle 11{,}5^{\circ }}.

### Praktische Ausführung
Die Grundidee des Pendelversuchs beruht auf der Annahme, dass das Pendel – unabhängig von der Erdrotation – in einer Richtung schwingt, während sich die Erdoberfläche unter dem Pendel durchdreht. Diese Bedingung ist aber – wenn überhaupt – nur mit größter Mühe realisierbar, weil jede ursprünglich ebene Pendelschwingung über kurz oder lang in eine elliptische Schwingung übergeht. Ein elliptisch schwingendes Pendel ist aber für den Pendelversuch unbrauchbar, weil sich die Schwingungsform und Hauptschwingungsrichtung ständig ändern. Praktisch ausgeführte Pendel kommen daher nicht um Maßnahmen herum, das „Elliptischwerden“ zu unterdrücken. Eine Möglichkeit ist der Charron-Ring. Insbesondere bei kurzen Pendeln sind zusätzliche Maßnahmen erforderlich.

## Galerie

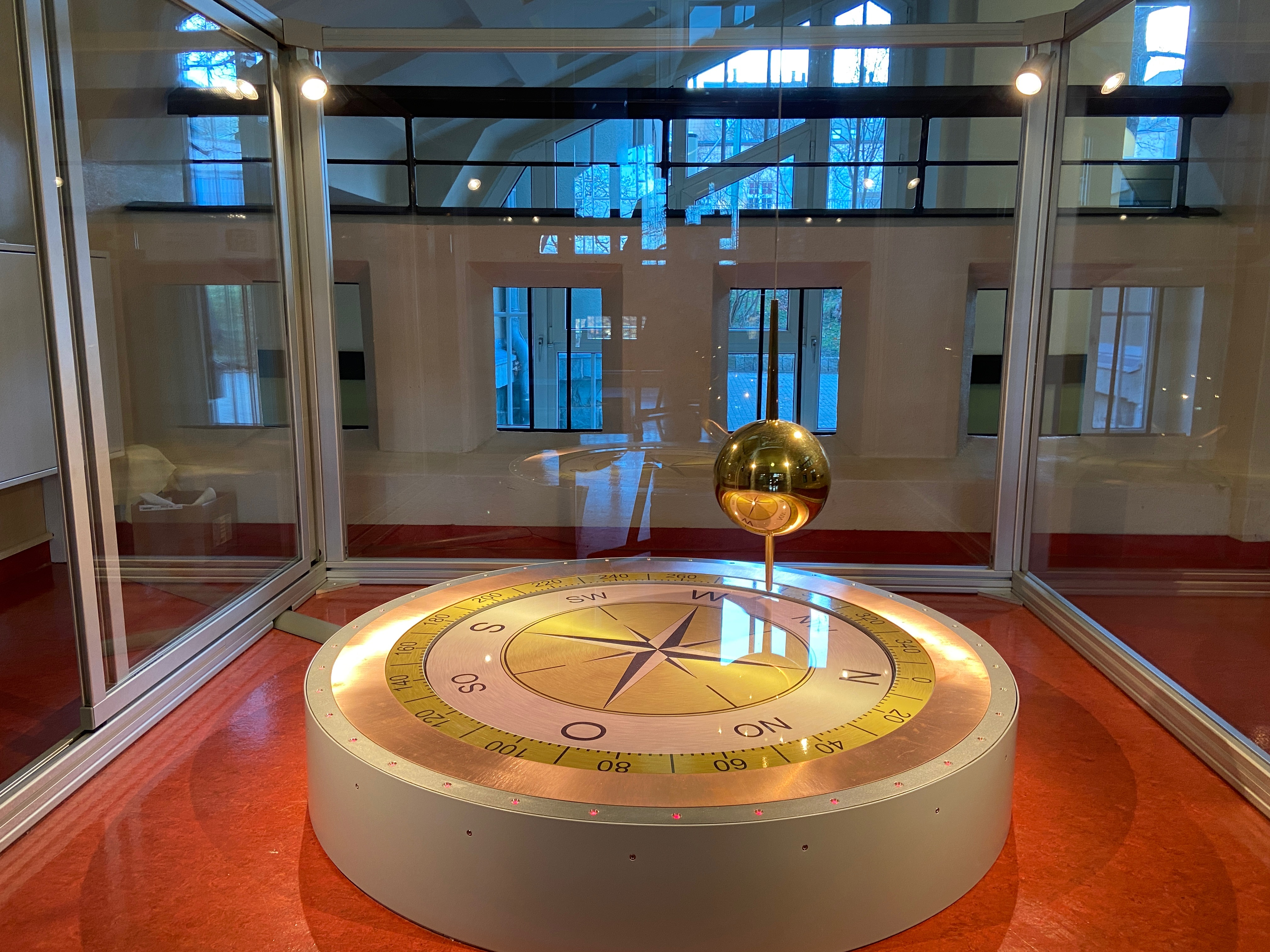
Pendel in der Geschwister-Scholl-Schule in Auerbach/Vogtl.
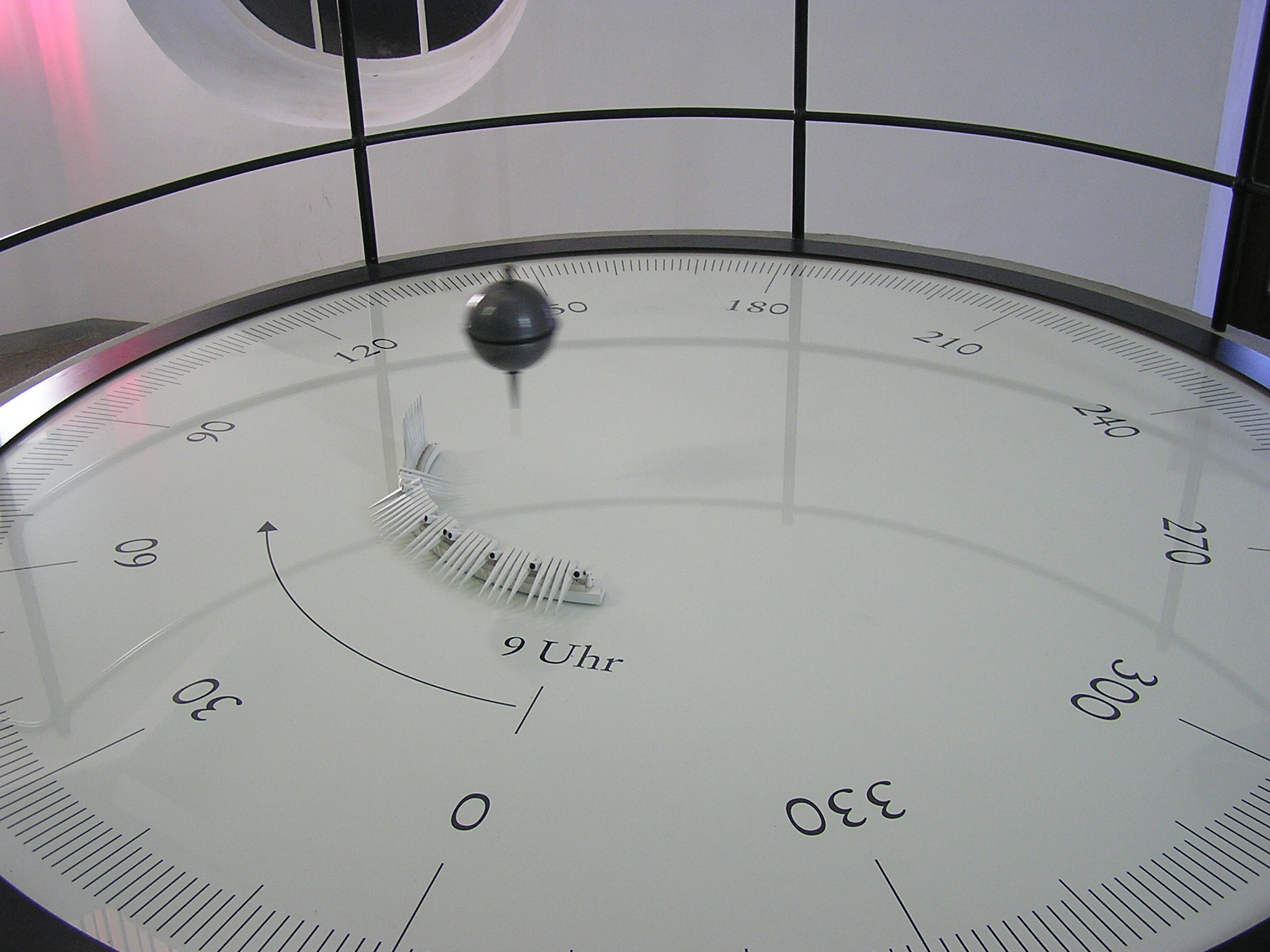
Pendel im Deutschen Museum, München
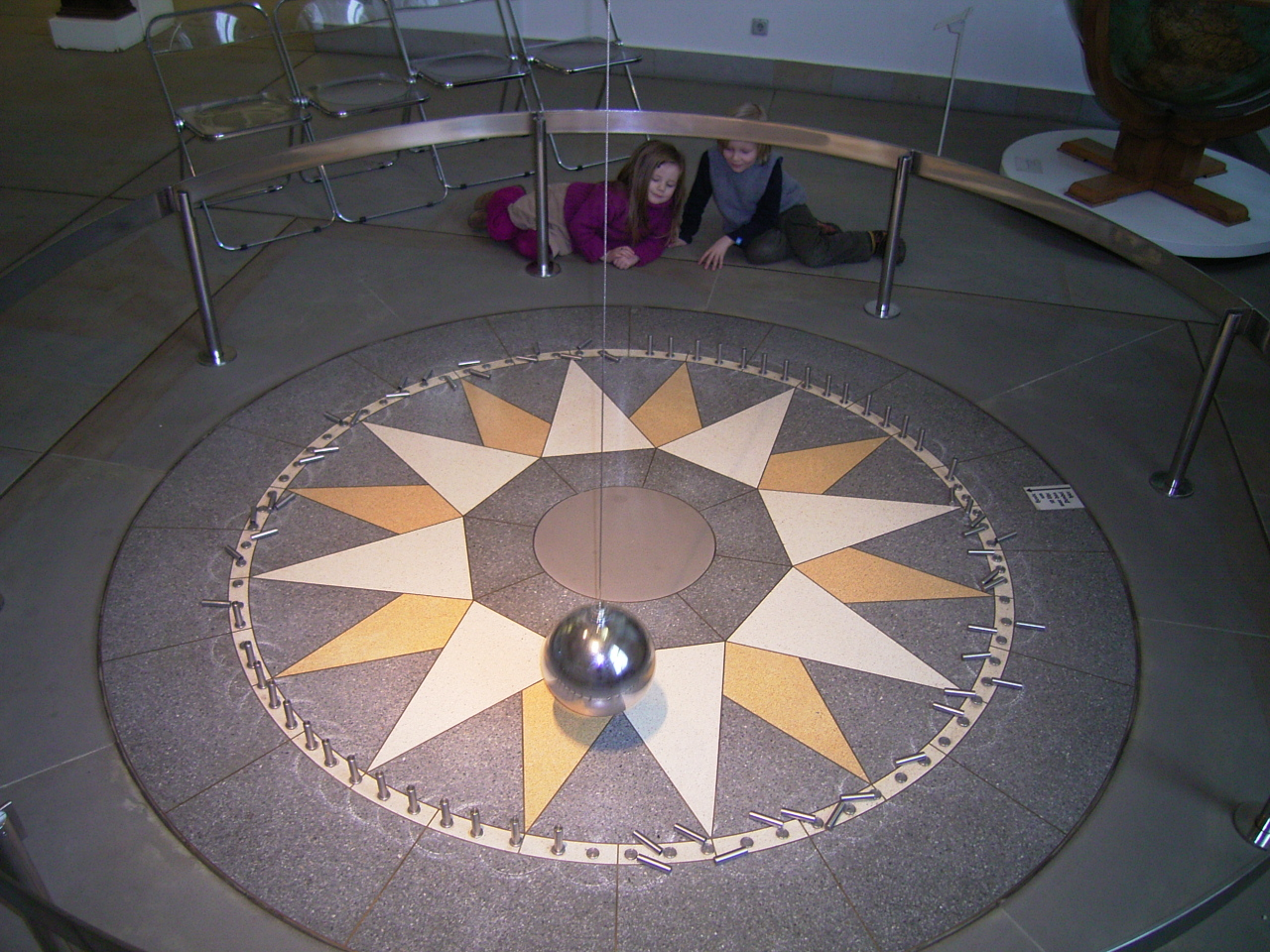
Pendel in der Orangerie in Kassel
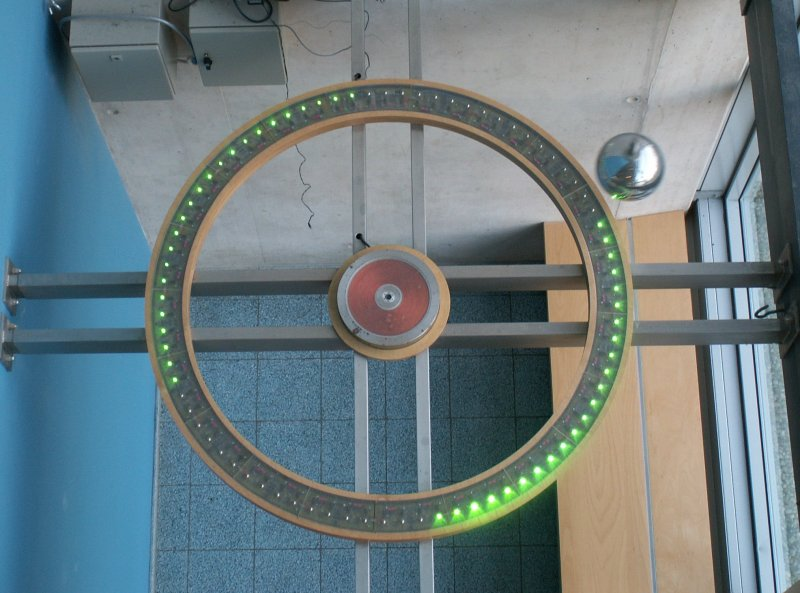
Pendel an der Universität Koblenz

## Ergänzungen
1. ↑  Die Erde dreht sich in der Animation ca. 5000-mal schneller als in Wirklichkeit. Anfangsbedingung: Das Pendel startet bei maximaler Auslenkung ohne Anfangsgeschwindigkeit relativ zur Erde. Die sonst vielfach gezeigte Rosettenbahn ergibt sich, wenn das ruhende Pendel aus der Ruhelage gestoßen wird.
2. ↑  Pendellänge: 50 m, Ort: {\displaystyle \varphi =50^{\circ }} nördliche Breite, Erdrotation 1000-mal schneller als real. Beim realem Wert erschiene die Kurve als gefüllte Kreisfläche, weil sich die Schwingungslinien überdeckten.
Anfangsausschlag: {\displaystyle y_{0}=1{\text{ m}}}, Anfangsgeschwindigkeit {\displaystyle {\dot {x}}_{0}=\Omega _{z}y_{0}}. Dieser Wert lässt das Pendel den Ursprung passieren.
{\displaystyle \Omega }: Betrag der Winkelgeschwindigkeit der Erdrotation
{\displaystyle \Omega _{z}=\Omega \sin(\varphi )}: Normalkoordinate des Winkelgeschwindigkeitsvektors der Erdrotation am Pendelort
Zeitspanne der Darstellung: Viertelperiode der Schwingebenendrehung
Die Kurve bildet die Lösung der Differenzialgleichungen
{\displaystyle {\begin{pmatrix}{\ddot {x}}\\{\ddot {y}}\end{pmatrix}}=2\Omega _{z}{\begin{pmatrix}{\dot {y}}\\-{\dot {x}}\end{pmatrix}}-\omega _{0}^{2}{\begin{pmatrix}x\\y\end{pmatrix}}} ab.
{\displaystyle \omega _{0}^{2}=g/L}: quadrierte Eigenkreisfrequenz des Pendels
{\displaystyle g}: Betrag der Erdbeschleunigung
3. ↑  Aufstellung bei 90° N, 50° N, 30° N, 15° N, 0° und 15° S. Darstellung der Erdrotation im sternenfesten System. Das Verhältnis der Pendelschwingungsperiode zur Erdumlaufdauer (Sternentag) ist in Wirklichkeit viel kleiner. Anfangsbedingung: Alle Pendel starten gleichzeitig aus maximaler paralleler Auslenkung nach Osten ohne Anfangsgeschwindigkeit.